# Athari
Die Athariyya oder traditionalistische Theologie (arabisch الأثرية, DMG al-Aṯarīya) ist eine theologische Schule der Sunniten, welche später meistens von Hanbaliten und Schafiiten, den Anhängern einer der vier heute dominierenden Rechtsschulen vertreten wird. 
„Athariyya“ stammt aus dem Wort „Athar“, was in diesem Zusammenhang „Überlieferung/Berichte der rechtschaffenen Muslime der ersten Generationen“ bedeutet. Der Begriff geht zurück auf Ahmad ibn Hanbal und Ibn Qudama. 
Eine wichtige Gemeinsamkeit zwischen den Glaubenstheologien (Maturidi und Aschari) auf einer Seite und den Athari auf anderer Seite bestehen darin, wie man mit den Versen im Koran umgehen soll, in denen sich Gott (Allah) scheinbar mit menschlichen Eigenschaften (Attributen) beschreibt, wie die Hand (Yad), das „sich Erheben auf den Thron“ (al-istiwa) oder das Sehen (al-basar).
Gemeinsam haben alle anerkannten Positionen, dass man bei der Interpretation keine Bedeutungen zulässt, welche Gott materielle oder stoffliche Eigenschaften geben. In der Athariyya ist es nicht erlaubt zu sagen, dass sein Sehen, seine Hand, sein „sich-Erheben“ biologisch-menschlicher Natur ist. Während jedoch die Schule der Aschariten und Maturidis einen Tawil, eine Bevorzugung einer von mehreren Möglichkeiten ohne kategorische Schlussfolgerung oder Zeugnis für möglich halten, lehnen die Atharis dies ab.
Der wesentliche Unterschied in der Methodologie der Atharis in dieser Frage besteht darin, umfangreiche theologische Forschung über die Attribute des Schöpfers, welche im Koran stehen, zu vermeiden. Sie glauben an Gott, an seine Namen und an seine Eigenschaften (Attribute), so wie sie im Koran und in der Sunna beschrieben werden. Weder Tahrif (Entstellung), Ta´wil (figurative bzw. metaphorische Interpretation), Tamthil (Vergleich der göttlichen Attribute mit der Schöpfung), Taschbih, (Allah Attribute zu verleihen, welche der materiellen Schöpfung ähneln, vgl. Tamthil) noch Ta´til (Leugnen der Attribute) werden akzeptiert.
Bis Anfang des 19. Jahrhunderts akzeptierten sich die drei Sunnitischen Theologieschulen (Aschari, Maturidi und Athari) als rechtmäßig untereinander. Dies geht auch aus dem Lawami al-Anwar von Imam Al-Saffarini (st. 1188) hervor, indem er alle drei Gruppierungen als "Ahl as-Sunna" (Anhänger der Tradition) bezeichnet.
Anders als die Anwender das Kalam vermeiden die Athari es, an den lediglich rationalen Diskussionen über Angelegenheiten des Glaubens teilzunehmen. Als einer der bekanntesten Vertreter der Athari gilt der Hanbalite Ibn Taimiya. Sein Werk Al-Aqidah Al-Waasitiyyah stellt bis heute einen der wichtigsten Grundlagentexte der Athari da. 
Bei dem Propheteneltern-Problem nehmen die Athari die gleiche Meinung ein wie die Maturidiyyah, die Propheteneltern seien als Ungläubige gestorben. Auch bei der Frage des „Marifetullah“ (Gottesexistenz) nehmen sie die Ansicht der Maturidiyyah an, jedoch verweisen sie auf eine entschärfte Ansicht ihrerseits.